# Microcephalops transversalis
Microcephalops transversalis är en tvåvingeart som beskrevs av José Albertino Rafael 1991. Microcephalops transversalis ingår i släktet Microcephalops och familjen ögonflugor. Inga underarter finns listade i Catalogue of Life.